# 10 май
10 май е 130-ият ден в годината според григорианския календар (131-ви през високосна). Остават 235 дни до края на годината.

## Събития
- 1525 г. – По силата на договор от Чамаси, Аграфа (днешен южен Пинд) се сдобива с автономен статут.
- 1553 г. – От Лондон потегля морска експедиция на бъдещата Московска компания, която установява северния морски път към Русия.
- 1865 г. – Гражданската война в САЩ: Джеферсън Дейвис, президент на американската Конфедерация през Гражданската война, е пленен от силите на Съюза.
- 1869 г. – Завършена е Първа презконтинентална железница, която свързва Изтока и Запада на САЩ.
- 1871 г. – Във Франкфурт е подписан френско-германски мирен договор, според който Франция губи Елзас и Лотарингия.
- 1881 г. – Коронясан е първият крал на Румъния – Карол I.
- 1909 г. – За първи път в историята в церемонията по опасването с меча на Осман участват немюсюлмани.
- 1924 г. – Едгар Хувър е назначен за директор на Федералното бюро за разследване и остава на този пост до своята смърт през 1972.
- 1933 г. – Цензура: В Германия нацисти организират мащабно изгаряне на книги.
- 1940 г. – Втората световна война – начало на битката за Франция: Германия нахлува в Люксембург, Холандия и Белгия.
- 1940 г. – Втората световна война: Невил Чембърлейн се оттегля от постта министър-председател на Обединеното кралство поради болест и официално препоръчва за свой наследник Уинстън Чърчил.
- 1941 г. – Втората световна война: Полетът на Хес до Британия при който скача с парашут над Шотландия, в опит да осъществи мирни преговори между Великобритания и Нацистка Германия, но е задържан от британски военни като военнопленник.
- 1941 г. – Ракетоплана Месершмит 163 преодолява границата от 1000 км/ч. (1003,9 км/ч). Рекорд до 1947 г.
- 1953 г. – Трети църковно-народен събор възстановява патриаршеското достойнство на БПЦ.
- 1967 г. – Създаден е холандския футболен клуб АЗ Алкмар.
- 1994 г. – Силвио Берлускони става министър-председател на Италия за първи път.
- 1994 г. – Нелсън Мандела полага клетва като първи чернокож президент на ЮАР.
- 2000 г. – По време на церемония на Световните музикални награди принц Алберт от Монако връчва отличието „Изпълнител на хилядолетието“ на Майкъл Джаксън.
- 2007 г. – Министър-председателят на Обединеното кралство Тони Блеър обявява своето оттегляне след десет годишно заемане на поста.

## Родени
- 1727 г. – Ан Робер Жак Тюрго, френски държавник († 1781 г.)
- 1746 г. – Гаспар Монж, френски математик († 1818 г.)
- 1760 г. – Йохан Петер Хебел, немски писател и педагог († 1826 г.)
- 1770 г. – Луи Даву, френски маршал († 1823 г.)
- 1788 г. – Екатерина Павловна, кралица на Вюртемберг († 1819 г.)
- 1840 г. – Хаджи Димитър, български революционер († 1868 г.)
- 1843 г. – Бенито Перес Галдос, испански писател († 1920 г.)
- 1856 г. – Иван Урумов, български ботаник († 1937 г.)
- 1866 г. – Леон Бакст, руски художник († 1924 г.)
- 1872 г. – Марсел Мос, френски антрополог и социолог († 1950 г.)
- 1876 г. – Иван Цанкар, словенски писател († 1918 г.)
- 1878 г. – Густав Щреземан, канцлер на Германия, Нобелов лауреат († 1929 г.)
- 1879 г. – Симон Петлюра, президент на Украйна († 1926 г.)
- 1885 г. – Фриц фон Унру, немски писател и художник († 1970 г.)
- 1887 г. – Борис Бръняков, български военен деец
- 1890 г. – Алфред Йодл, германски офицер († 1946 г.)
- 1899 г. – Фред Астер, американски певец, актьор и танцьор († 1987 г.)
- 1901 г. – Джон Дезмънд Бернал, ирландски физик († 1971 г.)
- 1905 г. – Маркос Вамвакарис, гръцки музикант († 1972 г.)
- 1910 г. – Ерик Берн, американски психолог († 1970 г.)
- 1930 г. – Джордж Смит, американски учен, Нобелов лауреат
- 1931 г. – Георги Караманев, български политик и общественик († 2021 г.)
- 1931 г. – Еторе Скола, италиански кинорежисьор († 2016 г.)
- 1938 г. – Марина Влади, френска актриса, певица и писателка
- 1946 г. – Виктор Самуилов, български писател, преводач, сценарист и карикатурист
- 1948 г. – Янина Мишчукайте, литовска певица († 2008 г.)
- 1955 г. – Александър Друз, руски тв водещ
- 1955 г. – Марк Дейвид Чапман, американски престъпник
- 1956 г. – Владислав Листев, телевизионен водещ († 1995 г.)
- 1957 г. – Сид Вишъс, английски басист (Sex Pistols) († 1979 г.)
- 1958 г. – Елен Очоа, американска астронавтка
- 1959 г. – Георги Коритаров, български журналист († 2021 г.)
- 1960 г. – Боно, ирландски музикант (U2)
- 1962 г. – Дейвид Финчър, американски режисьор
- 1965 г. – Линда Еванджелиста, канадски фотомодел
- 1966 г. – Илиян Джевелеков, български режисьор и сценарист
- 1967 г. – Боб Синклер, френски DJ
- 1969 г. – Денис Бергкамп, холандски футболист
- 1970 г. – Далас Робъртс, американски актьор
- 1971 г. – Ким Чен Нам, син на севернокорейския лидер Ким Чен Ир († 2017 г.)
- 1973 г. – Людмила Даскалова, българска актриса
- 1974 г. – Ралица Ангелова, български политик и юрист
- 1977 г. – Ник Хайдфелд, германски пилот от Формула 1
- 1981 г. – Петер Ач, унгарски шахматист
- 2000 г. – Даниел Върбанов, български актьор

## Починали
- 1641 г. – Юхан Банер, шведски пълководец (* 1596 г.)
- 1707 г. – Йохан Ернст III, немски аристократ (* 1664 г.)
- 1774 г. – Луи XV, крал на Франция (* 1710 г.)
- 1794 г. – Елизабет Френска, френска принцеса (* 1764 г.)
- 1798 г. – Джордж Ванкувър, английски изследовател (* 1757 г.)
- 1829 г. – Томас Йънг, английски физик (* 1773 г.)
- 1838 г. – Хайнрих Маркс, пруски адвокат, баща на Карл Маркс (* 1777 г.)
- 1849 г. – Хокусай, художник и гравьор (* 1760 г.)
- 1863 г. – Томас Стоунуол Джаксън, генерал от Армията на Конфедерацията (* 1824 г.)
- 1876 г. – Георги Обретенов, български революционер (* след 1849)
- 1876 г. – Иларион Драгостинов, български революционер (* ок. 1852)
- 1904 г. – Хенри Мортън Стенли, уелско-американски пътешественик (* 1841 г.)
- 1925 г. – Христо Ясенов, български писател (* 1889 г.)
- 1951 г. – Никола Мушанов, министър-председател на България (* 1872 г.)
- 1958 г. – Иван Велков, български археолог (* 1891 г.)
- 1964 г. – Михаил Ларионов, руски художник (* 1881 г.)
- 1967 г. – Лоренцо Бандини, италиански пилот от Ф1 (* 1935 г.)
- 1968 г. – Василий Соколовски, съветски маршал (* 1897 г.)
- 1977 г. – Джоан Крофорд, американска актриса (* 1905 г.)
- 1979 г. – Антун Аугустинчич, хърватски скулптор (* 1900 г.)
- 1982 г. – Петер Вайс, немски писател (* 1916 г.)
- 1997 г. – Златка Дъбова, българска художничка (* 1927 г.)
- 2008 г. – Атанас Агура, български архитект (* 1926 г.)
- 2008 г. – Джесика Джейкъбс, австралийска актриса (* 1990 г.)
- 2012 г. – Петко Йовчев, български архитект (* 1955 г.)

## Празници
- Бахрейн, Хонконг, Индия, Малайзия, Мексико, Салвадор, Гватемала, Никарагуа, Оман, Пакистан, Катар, Саудитска Арабия, Сингапур, Обединени Арабски Емирства – Ден на майката
- Германия – Ден на книгата
- Микронезия – Ден на конституцията (1979 г., национален празник)
- Тайланд – Ден на хлебаря
- България – Професионален празник на химика (от 2001 г.)